# Sonia Bisset
Sonia Bisset (Palma Soriano, 1 de abril de 1971) es una atleta cubana especialista en lanzamiento de jabalina. Sus resultados más destacados a nivel internacional han sido la medalla de bronce en los Campeonatos del Mundo de Edmonton 2001 y el quinto puesto en los Juegos Olímpicos de Sídney 2000 y de Atenas 2004.
Su mejor marca personal la consiguió el 6 de julio de 2005 en Salamanca con 67.67.

## Resultados
| Año  | Competición                             | Lugar         | Puesto | Marca |
| ---- | --------------------------------------- | ------------- | ------ | ----- |
| 1994 | Campeonato Iberoamericano de Atletismo  | Mar del Plata | 2.ª    | 57.70 |
| 1995 | Campeonato Centroamericano y del Caribe | Guatemala     | 1.ª    | 62.24 |
| 1996 | Campeonato Iberoamericano               | Medellín      | 1ª     | 64.54 |
| 1997 | Universiada                             | Catania       | 2ª     | 63.46 |
| 1998 | Juegos Centroamericanos y del Caribe    | Maracaibo     | 1ª     | 66.67 |
| 1999 | Campeonato del Mundo                    | Sevilla       | 6ª     | 63.52 |
| 2000 | Juegos Olímpicos                        | Sídney        | 5.ª    | 63.26 |
| 2000 | Final del Grand Prix de la IAAF         | Doha          | 1.ª    | 65.87 |
| 2001 | Campeonato del Mundo                    | Edmonton      | 3.ª    | 64.69 |
| 2003 | Campeonato del Mundo                    | París         | 6.ª    | 60.17 |
| 2004 | Campeonato Iberoamericano               | Huelva        | 2.ª    | 64.71 |
| 2004 | Juegos Olímpicos                        | Atenas        | 5.ª    | 63.54 |
| 2005 | Campeonato del Mundo                    | Helsinki      | 7.ª    | 61.75 |
| 2005 | Final del Grand Prix de la IAAF         | Mónaco        | 3.ª    | 63.56 |
| 2006 | Final del Grand Prix de la IAAF         | Stuttgart     | 4.ª    | 62.16 |
| 2006 | Copa del Mundo                          | Atenas        | 2.ª    | 61.74 |